# 心底/屑星
《心底/屑星》是日本二人组合柚子（ゆず）的第8张单曲。1999年11月25日由其所属公司Senha&Company发售。